# Голландец Шульц
Голландец Шульц (англ. Dutch Schultz, настоящее имя — Артур Симон Флегенхаймер, нем. Arthur Simon Flegenheimer; 6 августа 1901 — 24 октября 1935) — американский гангстер. Занимался бутлегерством во время Сухого закона и организацией подпольных лотерей.

## Биография
Артур Флегенхаймер, больше известный как «Голландец Шульц», родился в 1902 году. Он не был голландцем: его родители, Херман Флегенхаймер, владелец салуна и конюшни, и Эмма Ной Флегенхаймер, были немецкими евреями. Его отец оставил семью, когда Артуру было четырнадцать, и, чтобы содержать близких, мать начала работать прачкой. Артур внёс свой вклад в благополучие семьи — присоединился к банде и стал взломщиком.
В его семье соблюдались религиозные традиции. Однако при арестах Артур называл себя то иудеем, то католиком, то протестантом.
Приятели прозвали его Голландец Шульц за голубые глаза, светло-каштановые волосы и коренастое телосложение — этим он напоминал убийцу из банды в Бронксе на рубеже веков. Артуру понравилось прозвище, и он захотел, чтобы его называли так и дальше. «Оно было достаточно коротким, чтобы попасть в заголовки. Если бы меня называли Флегенхаймер, никто бы обо мне и не услышал», — говорил он.
Голландец был одним из самых скупых и хладнокровных гангстеров эпохи «сухого закона». Он почти ни у кого, включая «своих» людей, не вызывал симпатии или уважения. Он платил приближённым настолько мало, насколько позволяли обстоятельства, и мог впасть в убийственную ярость, когда кто-то просил прибавить.
Лаки Лучано называл Шульца одним из самых скупых — почти скрягой. «Парень с парой лимонов баксов, а одет, как свинья. Хвастал, что не тратит на костюм больше 35 баксов, а штанов у него было две пары. Для него успех — это купить газету за два цента и читать там о себе».
Шульц думал на сей счет иначе: «Я считаю, только идиоты носят шёлковые рубашки. В жизни ни одной не купил. Сосунок потратит на рубашку пятнадцать-двадцать баксов. Нормальный парень возьмет хорошую рубашку за два бакса».
По словам любимого адвоката Шульца Дикси Дэвиса, только одно по-настоящему бесило Шульца: «Можешь оскорбить девушку Артура, плюнуть ему в лицо, толкнуть его — он рассмеётся. Но не укради ни доллара с его счетов. Сделал так — считай, мертвец».
Однако, в газетном интервью заявил, что является благодетелем общества, причем сам в это верил.

### Смерть
В 1935 году прокурор Нью-Йорка Томас Дьюи, начиная наступление на организованную преступность, выбрал в качестве первой мишени Голландца. В ответ на это на совещании лидеров мафии Голландец предложил убрать Дьюи. Опасаясь, что  убийство прокурора повлечёт разгром всей организации, Лучано поручил Альберту Анастазии убить самого Голландца.
Вечером 23 октября 1935 года  Голландец Шульц и трое его людей: Лулу Розенкранц, Эйб Ландау (англ. Abe Landau) и Отто Берман находились в ресторане «Палас Чоп Хауз» в Ньюарке, штат Нью-Джерси. Двое неизвестных, войдя в помещение, расстреляли всех четверых. Розенкранц, Ландау и Берман были убиты на месте, Голландец скончался в больнице спустя двадцать четыре часа.

## В искусстве
- 1961 — «Портрет гангстера» / «Portrait of a Mobster», исп. Вик Морроу;
- 1961 — «Бешеный пёс Колл» / «Mad dog Coll», исп. Винсент Гардения;
- 1984 — «Клуб „Коттон“» / «The Cotton Club», исп. Джеймс Ремар;
- 1991 — «Билли Батгейт» / «Billy Bathgate», исп. Дастин Хоффман;
- 1992 — «Убить Голландца» / «Hit the Duchman», исп. Брюс Нозик;
- 1992 — «Бешеный пёс Колл» / «Mad dog Coll», исп. Брюс Нозик;
- 1993 — «Спец по оружию» / «The Outfit», исп. Лэнс Хенриксен;
- 1997 — «Гангстер» / «Hoodlum», исп. Тим Рот.